# 오지훈 (1973년)
오지훈(吳知勳, 1973년 4월 7일 ~ )은 대한민국의 남성 가수, 작사가, 작곡가, 편곡가, 음반 프로듀서이다.

## 생애
1973년 4월 7일 1남 4녀 중 막내로 태어난 오지훈은 서울특별시 명동에서 유아기를 보냈고, 서울남산초등학교에 재학했다. 영락고등학교를 졸업한 이후 1992년 윤상의 '가려진 시간 사이로' 무대에서 드럼 연주자로 참여했다.
그는 2년 후 자신과 동갑내기인 명지실업전문대학 실용음악학과 휴학생 김지훈을 보컬리스트로, 경기도 하남 정윤고등학교 졸업 이후 명지실업전문대학 기계설계학과를 중퇴한 유현재를 보컬리스트와 드럼, 베이스 기타리스트로, 서울예술전문대학 방송연예학과 전문학사 학위 취득자 황혜영을 객원 보컬리스트로, 각기각기의 역할들을 의기상투하여 1994년에 그가 리더로 내세워진 댄스 팝 음악 그룹 "투투(Two Two)"의 전자 키보드 연주자 겸 기타리스트 정식 데뷔하였다.
당시 그는 "투투"에서 전자 키보드 연주와 기타리스트, 리더(leader)를 맡았다. 1994년 《투투 1집》 음반 수록곡 전곡을 작사·작곡·편곡·프로듀싱하였고 이 시기에 데뷔곡인 동시에 자신의 자작곡인 《일과 이분의 일》이 일약 큰 히트를 하였다. 투투 1집에 수록된 '재수생'의 경우 김지훈과 함께 보컬을 양분해서 불렀다. 또한 드라마 딸부잣집의 OST인 《딸부잣집》은 《투투 1집》의 수록곡인 《내 인생의 러시 아워》를 그가 직접 드라마의 분위기에 맞게 개사하고 자신의 목소리로 불렀다. 94 내일은 늦으리 앨범에는 자신의 자작곡인 《용사의 외침》을 실었다.
1995년에는 《투투 2집》 음반을 프로듀싱하였고, 《투투 2집》 음반의  타이틀 곡인 '바람난 여자'를 비롯한 《투투 2집》 음반의 일부 수록곡들을 작사, 작곡, 편곡하였다.
그는 육군 사병 병장 제대 후에 1997년에는 투투 출신 유현재, 여성 멤버 이삭과 함께 얍(YAB, Young & Alternative Beaux)으로 활동하였다. YAB의 1집 음반을 프로듀싱하였으며, 전곡을 작곡하였다.
1999년에는 핑클 2집 음반에 작곡가로, 태사자 3집 음반에 작사가로 참여하였다. "듀크(Duke)"  2집 음반의 수록곡인 '승수야 미안해'를 작사, 작곡했다. 가수 뉴 리안의 앨범 작업과 프로듀싱, 혼성 그룹 퍼니의 제작자 겸 프로듀서로도 활동하였다.
2003년에는 장 안에 바이러스가 발생해 신체가 허약해지는 희귀병에 걸렸으나 2007년에 완치되었다는 진단을 받았다.
병이 완치 된 후에도 작사, 작곡, 프로듀싱을 하며 음악 분야에 종사하고 있다.

## 학력
- 서울남산초등학교
- 1989년 서운중학교 졸업
- 1992년 영락고등학교 졸업
- 명지실업전문대학 전자계산학과(중퇴) → 단국대학교 서양화과(중퇴)

## 출연작

### CF 광고
- (주) 마이크로 - 마이크로 터치 샤프 (1994)
- 롯데제과 개성파 초코 바 (1994)
- 미코팬시 (1994)
- 한국종합유선방송협회 30개의 채널 케이블 TV(1994)

## 수상
- 대한민국 영상음반대상(골든디스크) 신인상 (1994)
- 제 5회 서울 가요대상 랩댄스 부문 대상(1994)
- KBS 가요대상 신인상 (1994)
- 골든디스크 본상 (1994)

## 같이 보기
- 황혜영 - "투투"에서 같이 활동했다.
- 김지훈 - 오지훈과는 고3시절부터 같이 밴드의 구성원으로 활동하며 "투투"에서도 구성원으로 활동하였었고 이후 오지훈은 "듀크" 시절에 이르기까지 김지훈과의 음반 프로듀싱 작업을 동반하였다.
- 유현재 - 오지훈의 서울 서운중학교 동기 동창으로 학창시절부터 같이 밴드 활동을 했다. 유현재는 "투투" 시절에 같이 구성원으로 활동하였고, 이후 오지훈과 "YAB"의 구성원으로도 같이 활동하였다.
- 딸부잣집 - 1994년 KBS 한국방송공사 TV 드라마이며 "투투"의 《내 인생의 러시아워》라는 노래가 드라마와 동명의 제목인 《딸부잣집》으로 리메이크되어 이 드라마의 OST로 사용되었다. 드라마 딸부잣집의 OST는 오지훈이 작사, 작곡, 편곡, 보컬 모두를 담당하였다.